# Сан Леонардо (Долина Аосте)
Сан Леонардо је насеље у Италији у округу Долина Аосте, региону Долина Аосте.
Према процени из 2011. у насељу је живело 157 становника. Насеље се налази на надморској висини од 1534 м.